# وسيط طاقة
وسطاء الطاقة
التعريف.
يختلط الأمر أحيانًا في تعريف وسيط الطاقة، حيث يعتقد البعض بأنه الكيان الذي يوفر الطاقة، غير أنه يُعرف عادة على أنه وسيط يساعد العملاء في الحصول على أسعار الكهرباء أو الغاز الطبيعي من تجار الجملة أو موردي الطاقة. وحيث إن الكهرباء والغاز الطبيعي تعتبر سلعًا، فالأسعار تتغير يوميًا في السوق.  ومن الصعب بالنسبة لمعظم الشركات الحصول على مقارنات بين الأسعار من مجموعة متنوعة من الموردين، دون وجود مديري طاقة، حيث إنه يجب مقارنة الأسعار في نفس اليوم بالضبط.  إضافة إلى أن شروط العقد الخاص المُقدم من المورد تؤثر على السعر المعروض.  ويمكن لوسيط الطاقة توفير خدمة قيّمة إذا كان يعمل مع عدد كبير من الموردين، كما يمكنه بالفعل تجميع أسعار متنوعة من الموردين.  وأحد جوانب هذا الدور الاستشاري الهامة هو ضمان أن يدرك العميل الاختلافات بين عروض التعاقد.  ووفقًا لبعض قوانين الولايات المتحدة ، كما في ولاية ماريلاند، يُستخدم مصطلح «الموردون» ليشير إلى موردي الطاقة ووسطائها ومجمعي المعلومات عنها، على الرغم من أنه توجد اختلافات هامة للغاية بين كل منهم.
إن وسطاء الطاقة لا يملكونها أو يقومون بتوزيعها، ولا يسمح لهم ببيعها مباشرة لك.  فما يقدمونه ببساطة هو أسعار يحصلون عليها من تاجر جملة أو مورد. وكلما كان الوسيط أكثر خبرة، قدم خدمات استشارية أكثر صحة.
في الولايات المتحدة الأمريكية، انغمر قطاع صناعة الطاقة بشركات التسويق متعدد المستويات (MLM)، حيث يطلق الأشخاص على أنفسهم وسطاء طاقة، ولكنهم يفتقرون إلى التدريب المناسب لتقديم أي نوع من الخدمات الاستشارية المفيدة.
لمن يقدم وسطاء الطاقة خدماتهم؟
في الولايات المتحدة الأمريكية، يمكن لوسطاء الطاقة تقديم الخدمة للكيانات السكنية والتجارية والحكومية الكائنة في الولايات المتحررة من الطاقة. وفي المملكة المتحدة وبعض دول أوروبا، يتحرر السوق بأكمله.
الأجر.
لا يتقاضى وسطاء الطاقة عادة أجرًا مقدمًا لتقديم الأسعار.  ولكن في حالة قيام أي كيان بشراء طاقة من خلال وسيط، يتم عادة تضمين أجر الوسيط في السعر الذي يدفعه العميل.    ويطلب بعض الوسطاء أجرًا ثابتًا مقابل خدماتهم الاستشارية.
إيجابيات استخدام وسيط
شبكات الموردين
يوفر وسطاء الطاقة الوصول للعديد من موردي الكهرباء والغاز الطبيعي؛ مما يتيح لهم تقديم أسعار بشكل أسرع بكثير مما لو قام المستهلك بالبحث عن الأسعار بنفسه. وحيث إنه لابد من مقارنة الأسعار في نفس اليوم، فتعتبر هذه خدمة مفيدة للغاية للعملاء.
نصائح عن الاختلافات التعاقدية بين الموردين
بما أن لغة العقد تؤثر بشكل مباشر على سعر الطاقة، يكون الوسيط الجيد هو الذي يمكنه شرح الاختلافات بين عروض العقود، مثل التأرجح أو المدى الترددي.
إن إمكانية الحصول على أفضل الأسعار تقتضي تقديم الوسيط لعدد كبير من الموردين.
التجميع
قد يكون لدى وسطاء الطاقة القدرة على تجميع العملاء ممن لهم نفس الطلبات وشكل الاستخدام للحصول على ميزة إضافية عن الموردين عندما يتعلق الأمر بالتفاوض على الأسعار.
الخدمات الاستشارية
لا يعتبر كل وسطاء الطاقة استشاريين، ومع ذلك، فإن المستشارين منهم يقومون بإجراء تحليل أكثر تفصيلاً عن نمط استخدام المستهلك، وذلك حتى يمكنهم تقديم سعر مخصص ينتج عنه عادة توفير المزيد من التكلفة للمستهلك.  وإجمالاً، فإنهم لا يحتاجون لمعلومات أكثر من التي يطلبها وسيط طاقة ليس استشاريًا، لأنه يمكنهم استنباط معلومات الاستخدام من شركة المرافق المحلية.  ويوجد بعض وسطاء الطاقة الوطنيين الذين يستخدمون فرق تدقيق للتحقق من فواتير عملائهم.

## وصلات خارجية
- UK Energy Brokers
- Electricity Pricing Options
- Energy Terms
- Useful Energy Industry Links